# Zespół Sjögrena-Larssona
Zespół Sjögrena-Larssona (zespół Ruda, Sjögren-Larsson syndrome, Rud's syndrome) – rzadka choroba genetyczna z grupy rybiej łuski, spowodowana mutacją w genie ALDH3A2 kodującym białko dehydrogenazy kwasów tłuszczowych. Została opisana przez Karla Sjögrena i Tage Larssona. 

## Epidemiologia
Zespół Sjögrena i Larssona jest rzadką chorobą, ale w Szwecji w badaniu z 1981 roku wykazano, że na 58 pacjentów należących do 41 rodzin, 45 urodziło się w ograniczonym obszarze na północy kraju (Västerbotten); częstość choroby wynosi tam 8,3:100 000, a heterozygoty względem genu choroby stanowią 2% populacji.